# Pěčnov
Pěčnov (deutsch Pietschnau) ist eine Gemeinde in Tschechien. Sie liegt sechs Kilometer nordwestlich von Prachatice und gehört zum Okres Prachatice.

## Geographie
Pěčnov befindet sich links der Blanice in der Quellmulde des Droždovský potok im Böhmerwald-Vorland. Südöstlich wird die Blanice in der Trinkwassertalsperre Husinec gestaut.
Nachbarorte sind Chlumany im Nordosten, Husinec im Osten, Horouty im Südosten, Dvory im Süden, Lažiště und Vojslavice im Südwesten, Žárovná im Westen sowie Dachov und Dolní Kožlí im Nordwesten.

## Geschichte
Die erste urkundliche Erwähnung des im 15. Jahrhundert angelegten Dorfes erfolgte im Jahre 1435. Seit 1569 gehörte der Ort zur Herrschaft Vlachovo Březí. In der berní rula sind für Pěčnovo zwei Chaluppen mit sechs Bewohnern aufgeführt. Bei den Bränden von 1697 und 1703 wurde das seit 1676 als Pěčínov bezeichnete Dorf bis auf ein Haus vernichtet. Im Jahre 1720 wurde der Ort als Peitschnau und 1790 als Bietschnau genannt. Aus dem Jahre 1840 ist der Name des Ortes als Píčnov überliefert.
Nach der Aufhebung der Patrimonialherrschaften wurde Píčnov zu einer Gemeinde, die 1854 in Píšnov umbenannt wurde. Beim Dorfbrand von 1879 brannten 19 Häuser nieder. Der heutige Ortsname Pěčnov wird seit 1903 verwendet. In den 1920er Jahren erreichte der Ort mit 178 Einwohnern die größte Bevölkerungszahl seiner Geschichte. 1930 bestand Pěčnov aus 28 Häusern, in denen 139 Menschen lebten.
1961 erfolgte die Eingemeindung nach Chlumany und am 1. Juli 1980 mit diesem zusammen nach Vlachovo Březí; seit dem 24. November 1990 bildet Pěčnov wieder eine Gemeinde.

## Gemeindegliederung

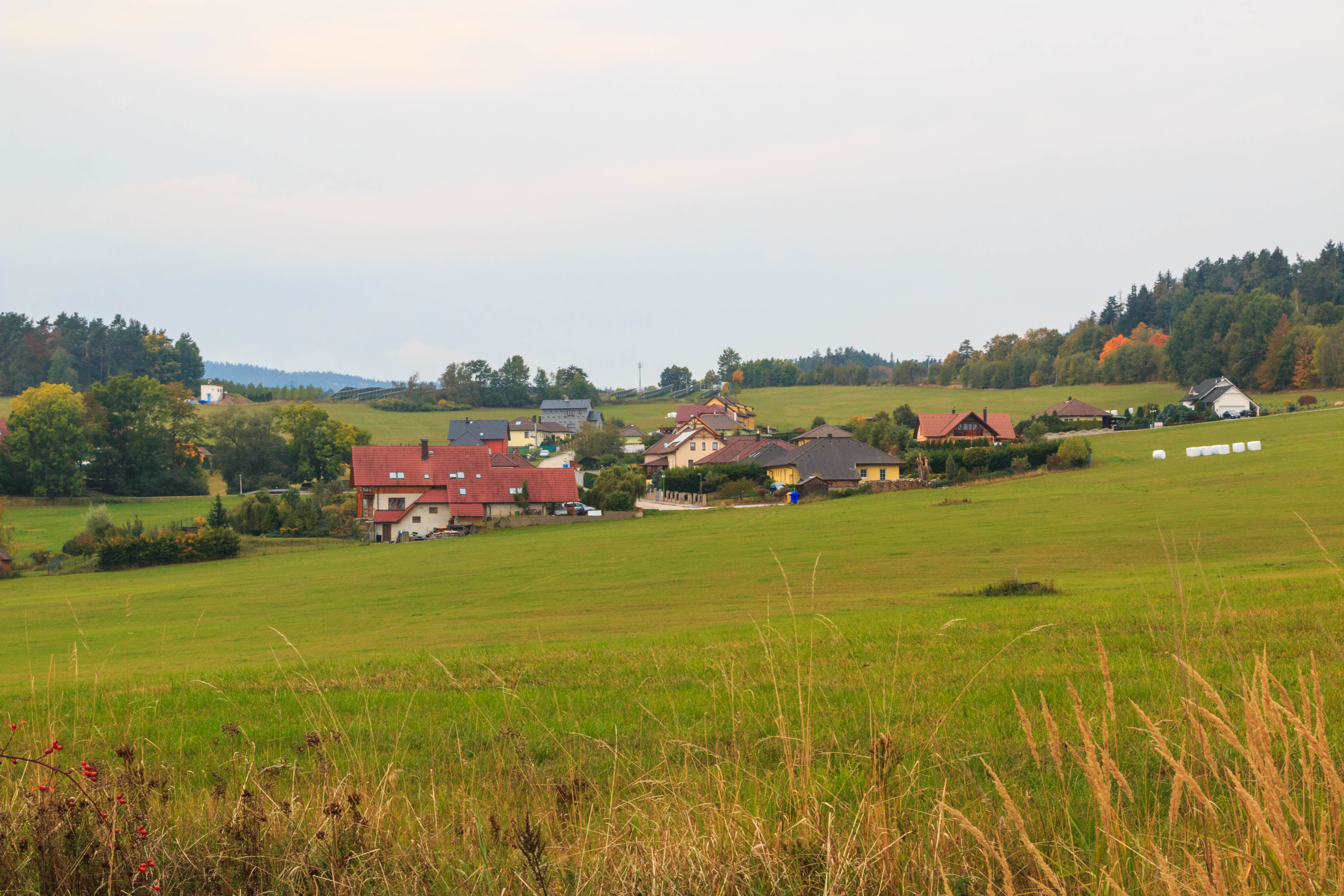
Pěčnov (2017)

Für die Gemeinde Pěčnov sind keine Ortsteile ausgewiesen.

## Sehenswürdigkeiten
- Kapelle am Dorfplatz, ab 1864 begann auf Initiative von Vojtěch Soumar das Läuten der Glocke zur Warnung vor Unwettern, 1897 wurde Soumar während des Läutens durch einen Blitz erschlagen.
- Talsperre Husinec